# Hořínský potok
Hořínský potok je levostranný přítok Labe v katastru obce Dolní Beřkovice nedaleko Mělníka. Začíná v Chramosteckém rybníce nedaleko vsi Chramostek. Je pojmenován po vsi Hořín, kterou protéká.

## Popis
Hořínský potok začíná v Chramosteckém rybníce a teče okrouhle přes sever k jihovýchodu, dotýkaje se břehu plavebního kanálu Vraňany-Hořín a protékaje několika protáhlými rybníky. Západně od Vrbna se stáčí mírně k severu, kde vtéká do podlouhlé laguny (původně slepé rameno Labe, které je dnes s Labem propojeno spojkami). Zde se do něho zleva vlévá potok pramenící severně od Vrbna. Na jejím konci se prudce stáčí na sever. Vlní se, teče pod Vraňansko-hořínským kanálem a pokračuje do vsi Hořín. Zde je několikrát přemostěn. U mělnického přístavu se vlévá do Labe.